# Manuel Pertegaz
Manuel Pertegaz Ibáñez (Olba, Teruel, 18 de mayo de 1918 - Barcelona, 30 de agosto de 2014) fue un reconocido diseñador y modista español.

## Biografía
Nacido en Olba, Teruel; a la edad de diez años se trasladó con su familia a vivir a Barcelona y poco después abandonó el colegio para comenzar a trabajar en una sastrería (1930). Su carrera fue meteórica y con tan solo 25 años abrió su primera casa de modas de alta costura en un entresuelo de la Avenida Diagonal (1942). En 1948 abre su primera tienda en Madrid, en la esquina de la calle Hermosilla con Velázquez, y viaja a París.
Empezó a ser conocido internacionalmente cuando marchó a Estados Unidos en 1954 junto a Valentino, Pierre Cardin, Pierre Balmain y las hermanas Fontana, entre otros. Presenta su colección en Nueva York, Boston, Atlanta y Filadelfia. Recibe el "Oscar de la Costura" de la Universidad de Harvard. Sus trajes empiezan a venderse en las mejores tiendas de América.
En 1951 realiza los diseños del vestuario para la película Alba de América que se realizan en la sastrería de Humberto Cornejo.
En 1957 traslada sus salones de Madrid al Paseo de la Castellana. Christian Dior muere súbitamente de un ataque al corazón; en París se habla de Pertegaz como su posible sucesor, pero él declina el ofrecimiento al igual que su compañero de profesión el andaluz universal Elio Berhanyer. Sus trajes se exportan a Inglaterra, Suiza y Canadá. Sus colecciones se presentan en El Cairo, Venecia, Londres, Santiago de Chile y Copenhague. En 1958 recibe la Medalla de Oro de El Cairo y en 1960 asiste a la primera gala de la moda europea celebrada en México. En 1961 diseña y confecciona el impresionante vestido de novia para la actriz española Carmen Sevilla, apodada la Novia de España, realizándose un NO-DO para inmortalizar el evento. En 1964 asiste a la Feria Mundial de Nueva York y al año siguiente crea el perfume Diagonal.
En 1966 recibe la Medalla de Oro de la Ciudad de México y en 1968 inaugura la primera de sus cinco boutiques en España. Medalla de Oro de la Ciudad de Nueva Orleans. En 1969 sus salones madrileños se quedan de nuevo pequeños y los traslada a un palacete en El Viso. En sus talleres de Barcelona y Madrid trabajaban ya 700 personas. Presenta su colección en Nueva York. Es nombrado comendador de la Orden de Isabel la Católica y "Amigo" de la Ciudad de Barcelona.
En 1969, la cantante española Salomé luce un vestido de su firma, de 14 kilos de peso, realizado en porcelana con flecos, en el Festival de la Canción de Eurovisión, resultando ganadora. En 1970 se impone el Prêt à porter y Pertegaz realiza su primera colección de "boutique". Viaja a San Antonio, en Texas, donde presenta su colección en la Gala de España, siendo Joan Crawford la invitada de honor. Se le nombra "Importante" de la Ciudad de Barcelona. En 1971 se le nombra "Popular" del periódico Pueblo. En 1972 le conceden la Medalla de Oro Ciudad de Berlín y la Medalla de Oro de la Ciudad de Boston. En 1973, la Cruz de Caballero de San Jorge de Teruel.

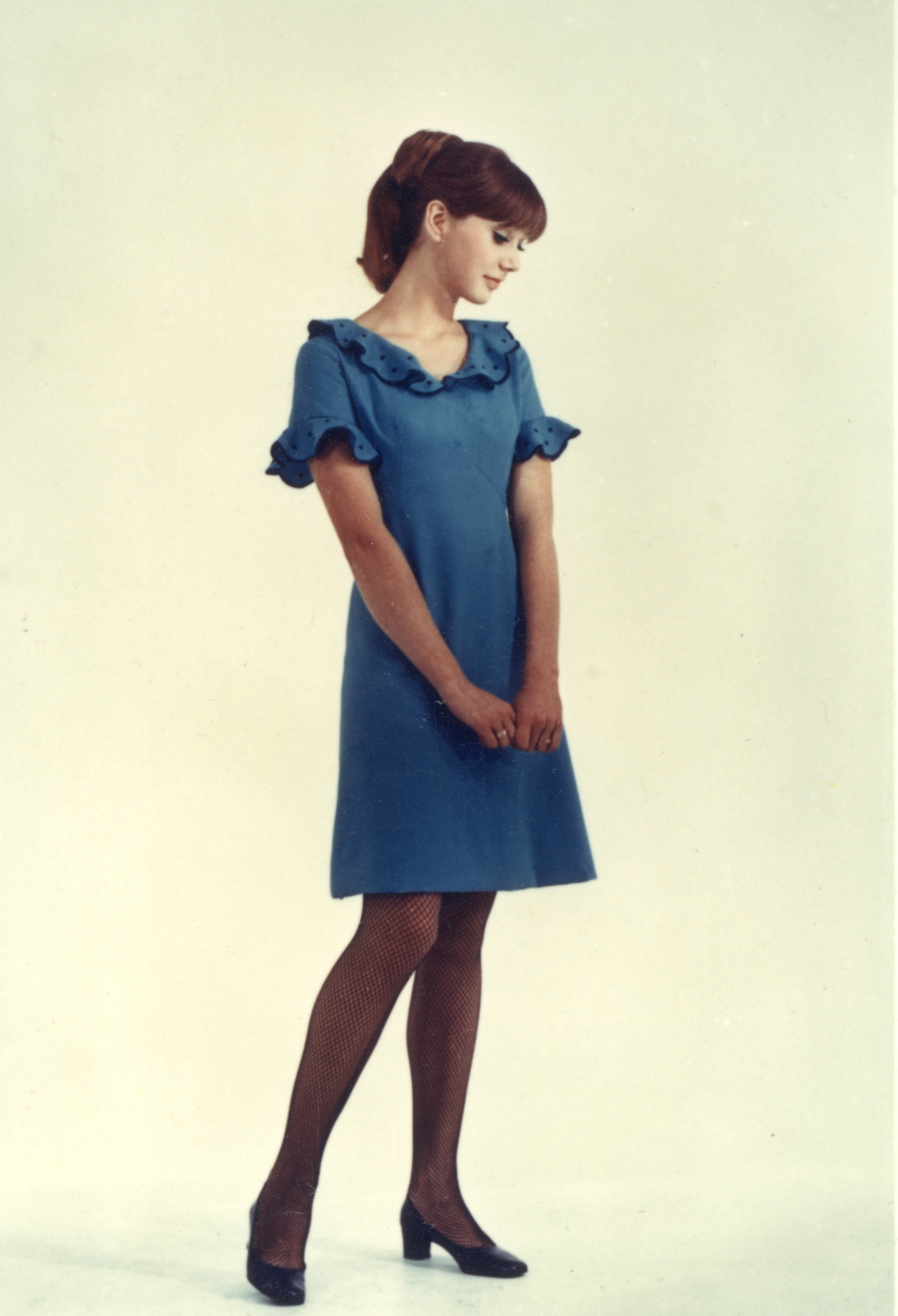
Diseño de Pertegaz para las auxiliares de vuelo de Iberia, 1968.

En 1974 viaja a São Paulo invitado por la Cámara de comercio y recibe el Premio Galena. Crea en 1975 el perfume Muy Pertegaz. Cierra sus salones de Madrid. Las líneas del pret à porter y de accesorios continúan en Barcelona. Se le concede el Premio Galena por segunda vez. En 1980 viaja a Japón invitado por la Cámara de la Moda y a México con motivo de la inauguración de un nuevo Palacio de Hierro. En 1982 se presenta el tercer perfume Pertegaz, Sport.
En 1992, año de los Juegos Olímpicos de Barcelona, para la ceremonia de la inauguración de los mismos viste a Pat Cleveland como Dama del Paraguas. Se le concede la "Peseta de Oro" en agradecimiento a su colaboración en los Juegos. En 1993 recibe la Medalla de Oro de la Universidad Complutense de Madrid y en 1994 la Medalla del Fomento de Artes Decorativas. En 1997 crea su primera colección para hombre y al año siguiente cierra el desfile de moda que, con motivo del día de España, se presenta en la Expo '98 en Lisboa. Recibe la Medalla de Oro al Mérito Artístico del Ayuntamiento de Barcelona. En 1999 recibe la Medalla de Oro Antonio Gaudí y la Medalla de Oro al Mérito en las Bellas Artes. Se la entregan los Reyes de España en Santiago de Compostela y se le concede el título de hijo predilecto de la villa de Olba. El 2000 sigue aún trabajando y vistiendo a sus clientes dentro y fuera de España; supervisa la creación de todas las líneas que se comercializan con su nombre. En el año 2002 es nombrado Aragonés de Honor y recibe el premio T de Telva.
Vistió muchos años a María Teresa Salisachs Rowe, la esposa de Juan Antonio Samaranch.

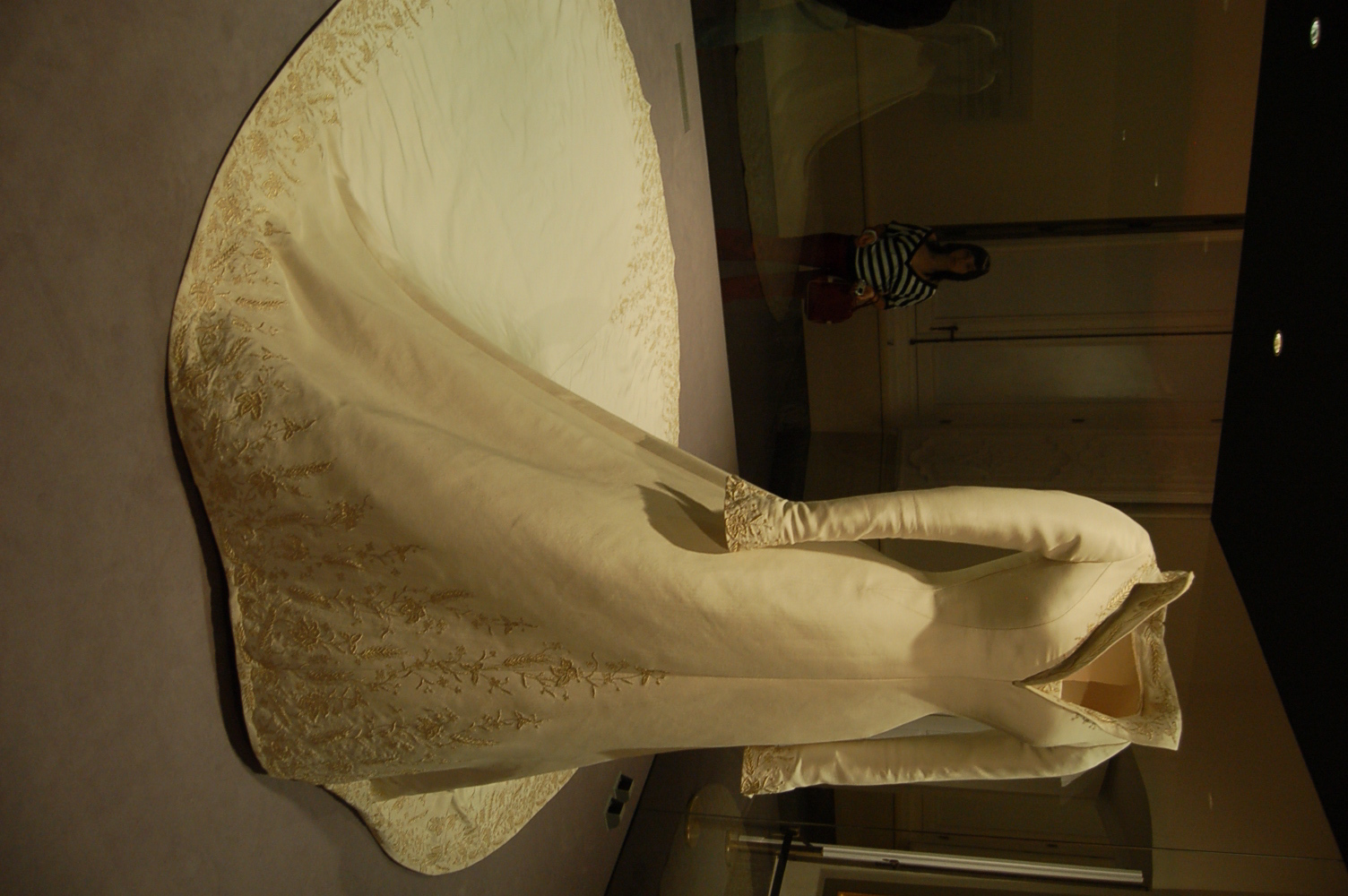
Traje nupcial de la reina Letizia, diseñado por Manuel Pertegaz.

Dos años más tarde, en 2004, tiene lugar una exposición retrospectiva en el Museo Reina Sofía de Madrid y confecciona el traje nupcial de la reina Letizia. Ese mismo año recibió la Aguja de Oro honorífica, el más prestigioso galardón de la moda española, al mismo tiempo que el italiano Valentino Garavani, y se celebró otra exposición retrospectiva en el Palacio Robert de Barcelona. En 2009 recibió el Premio Nacional de Diseño y Moda. En 2010 fue nombrado hijo adoptivo de la ciudad de Teruel.
Hasta el final de su vida había seguido trabajando y siguió siendo uno de los más famosos creadores de moda española, reconocido internacionalmente. Sus modelos han desfilado por todo el mundo.
El 30 de agosto de 2014 falleció en Barcelona a los noventa y seis años de edad.

## Estilo
Fue el primer español que llevó sus vestidos hasta la lujosa y elitista Quinta Avenida de Nueva York. A finales de los años 60 intuyó que la moda iba a sufrir un cambio, de ahí su fama de precursor. Algo le ayudó ver el musical Hair:
Vi este musical y comprendí que algo diferente estaba a punto de comenzar. Nacía la moda joven, el prêt-à-porter, la moda de la calle.
También el cine le influyó notablemente; por ejemplo, percibió que la película Bonnie and Clyde crearía una moda peculiar.
Quizá más que otras artes, aunque en pintura siempre me han interesado las vanguardias. En aquella época tenía mis mitos de la gran pantalla: Greta Garbo, Joan Crawford, Katharine Hepburn, eran mujeres que me encantaban; su manera de moverse, su personalidad, su forma de actuar de una elegancia muy seductora. A Joan Crawford la conocí en una gala en San Antonio de Texas.
Durante la época de su mayor apogeo, vistió a la esposa de Francisco Franco, Carmen Polo, a su hija, la marquesa de Villaverde, y entre otras, a las actrices Paulette Goddard y Ava Gardner; algunas clientas fueron también sus amigas, como Audrey Hepburn, Jacqueline Kennedy, Marisa Berenson, María Teresa Bertrand, Aline Griffith, Carmen Sevilla o la reina doña Sofía.